# Spaelotis bigramma
Spaelotis bigramma är en fjärilsart som beskrevs av Eugen Johann Christoph Esper 1790. Spaelotis bigramma ingår i släktet Spaelotis och familjen nattflyn. Inga underarter finns listade i Catalogue of Life.